# 2255 Qinghai
2255 Qinghai è un asteroide della fascia principale del diametro medio di circa 23 km. Scoperto nel 1977, presenta un'orbita caratterizzata da un semiasse maggiore pari a 3,1034437 au e da un'eccentricità di 0,1471989, inclinata di 14,14061° rispetto all'eclittica.
L'asteroide è dedicato all'omonima provincia cinese.